# Schaala
Schaala ist ein Ortsteil der Stadt Rudolstadt im Landkreis Saalfeld-Rudolstadt in Thüringen.

## Geografie
Schaala liegt westlich von Rudolstadt, wobei dieses immer näher an das Dorf heranrückt. Rechts und links von bewaldeten Bergen umgeben befindet sich der Ort eingekerbt in einem fruchtbaren und klimatisch günstig gelegenen Tal des Schaalbaches. Diese Lage war lange ein Verkehrsproblem, da sich die Landesstraße 1048 durch den Ort, seine Nachbarorte sowie durch die Engstellen zwängte.

## Geschichte
Die urkundliche Ersterwähnung des Dorfes Schaala wurde 1071 archiviert. Im 14. Jahrhundert wurden Herren von Schaala erwähnt, die wahrscheinlich mit der Bevölkerung die Wehrkirche erbaut haben. Der Turm zeigt heute noch wehrhaften Charakter.
Die Bauern des Ortes verloren nach und nach ihr Land für die Besiedlung der Stadt. Die besten Ackerflächen gingen an Wohnbebauung, Kasernen und für Industriestandorte verloren.
Bis 1918 gehörte der Ort zur Oberherrschaft des Fürstentums Schwarzburg-Rudolstadt.
Bis 1925 existierte im Dorf eine Porzellanfabrik der Familie Voigt. Sie befand sich am Platz eines alten Adelssitzes, der im 15. Jahrhundert an die Familie Vitzthum fiel. Nach 1792 wurde hier von Georg Heinrich Macheleid – einem thüringischen Fabrikanten und Nacherfinder des Porzellans – eine Steingutfabrik errichtet. Ihre Produktion wurde 1805 eingestellt und seit 1842 wurde hier Porzellan hergestellt. 1844 zählte die Fabrik 31 Angestellter, 1907 – 90, 1920 – 45. Während des II. Weltkrieges wurden in der Fabrik Gefangene einquartiert; einer von ihnen war der spätere Präsident Frankreichs François Mitterrand. Am 5. März 1941 gelang ihm die Flucht. 1996 wurde für ihn am Gebäude eine Gedenktafel angebracht. Nach dem Krieg wurde die ehemalige Fabrik von den sowjetischen Offizieren bewohnt. Das Gebäude wurde 1998 endgültig verlassen.

## Verkehr
Um aus dem Saalebogen bei Rudolstadt nach Norden zu gelangen, war einer der Wege über die Kerbtallage von Schaala hinauf zum Schönefeld bei Groschwitz. Diese von der Natur geschaffene günstige Lage war aber stets ein verkehrspolitisches Problem. Von 2007 bis 2009 wurde die Landesstraße 1048 als Umgehung des sogenannten Flaschenhalses Schaala auf 2,06 km mit Richtungsfahrbahnen über eine Brücke und durch den Pörzbergtunnel gebaut. Mit dieser Maßnahme will man den Verkehrsteilnehmern aus dem Saaletal und dahinter besseren Anschluss an die Bundesautobahn 71 ermöglichen.

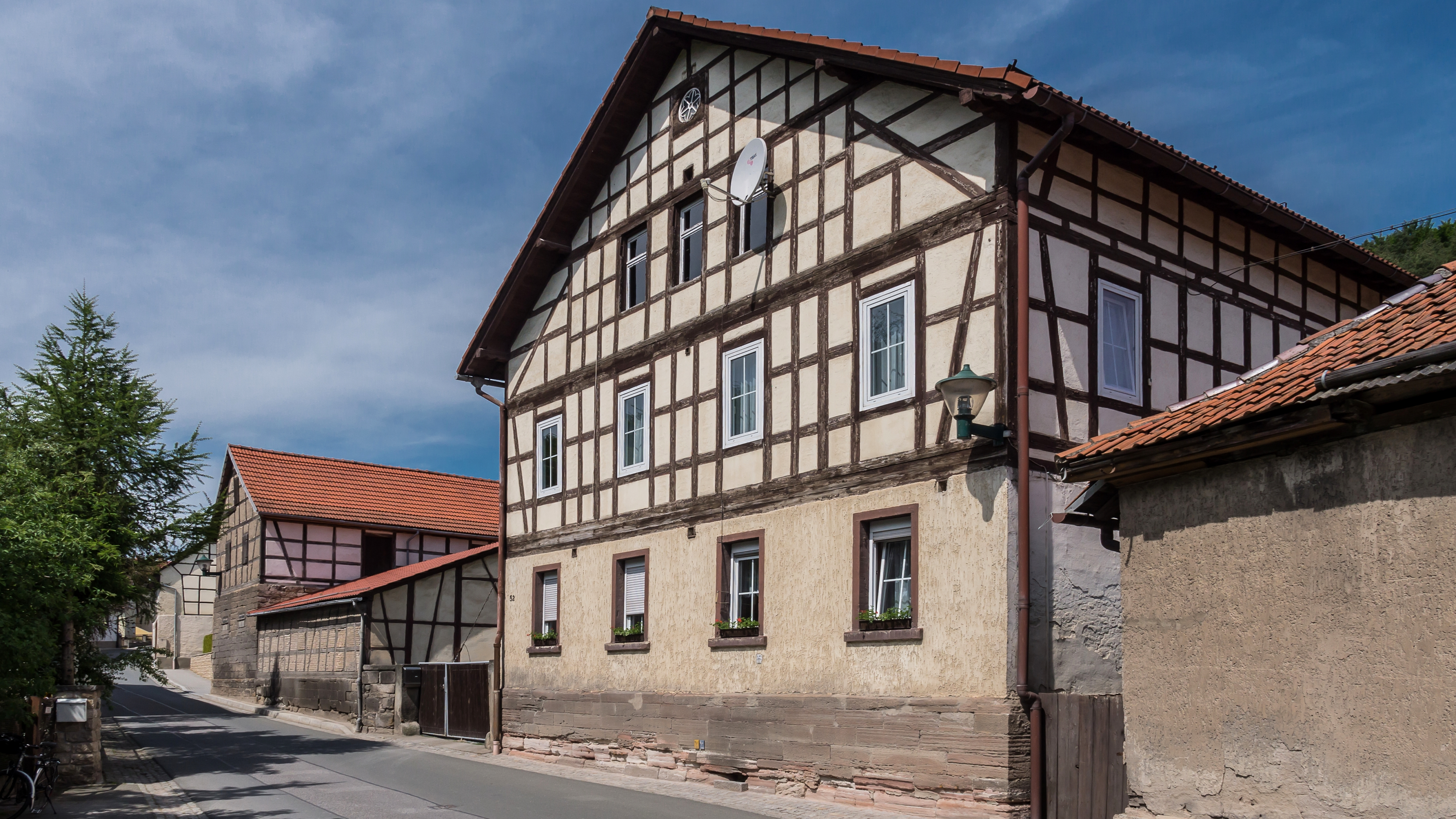
Gehöft, Erfurter Straße 52
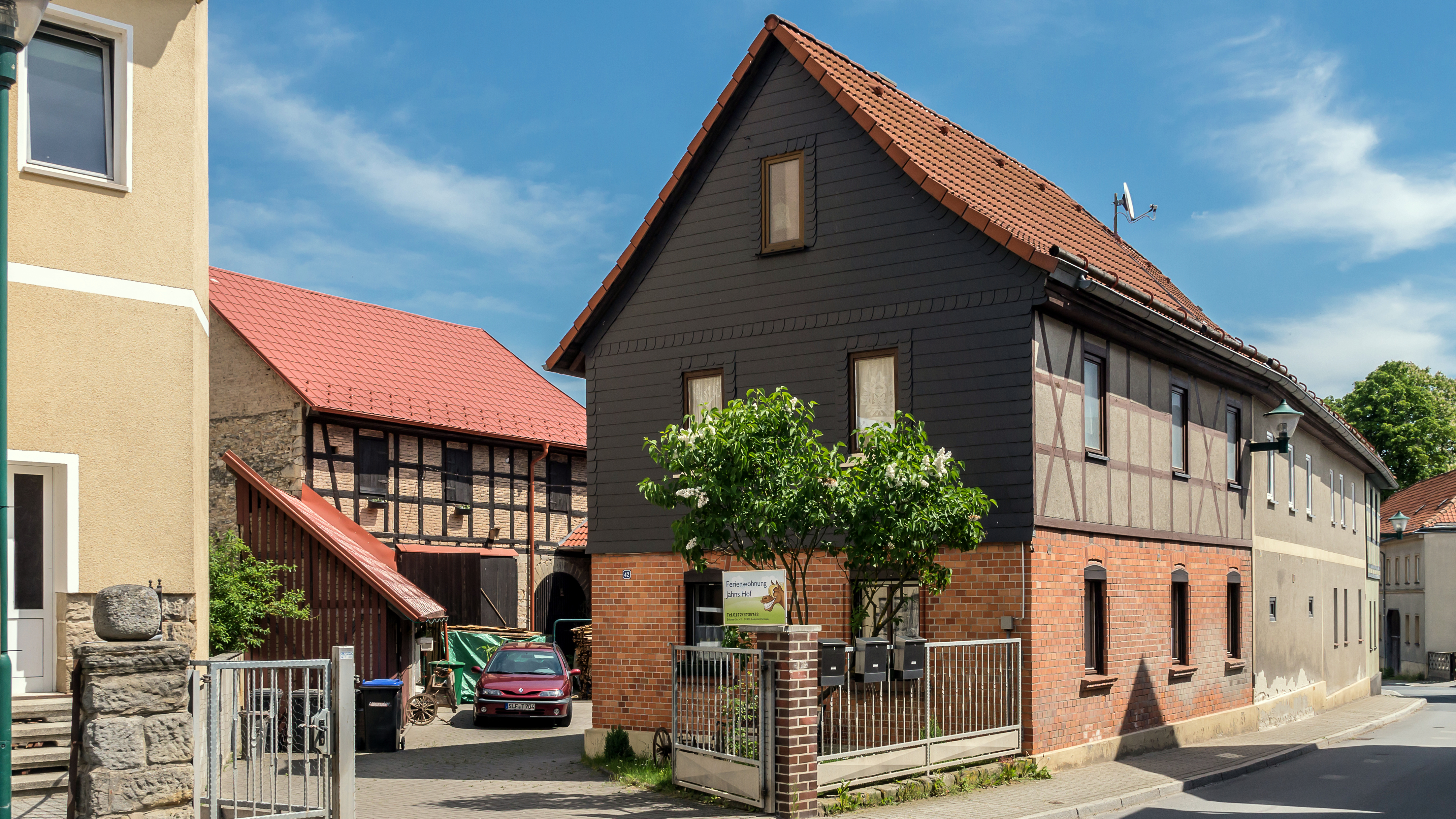
Denkmalgeschütztes Gehöft, Erfurter Straße 42
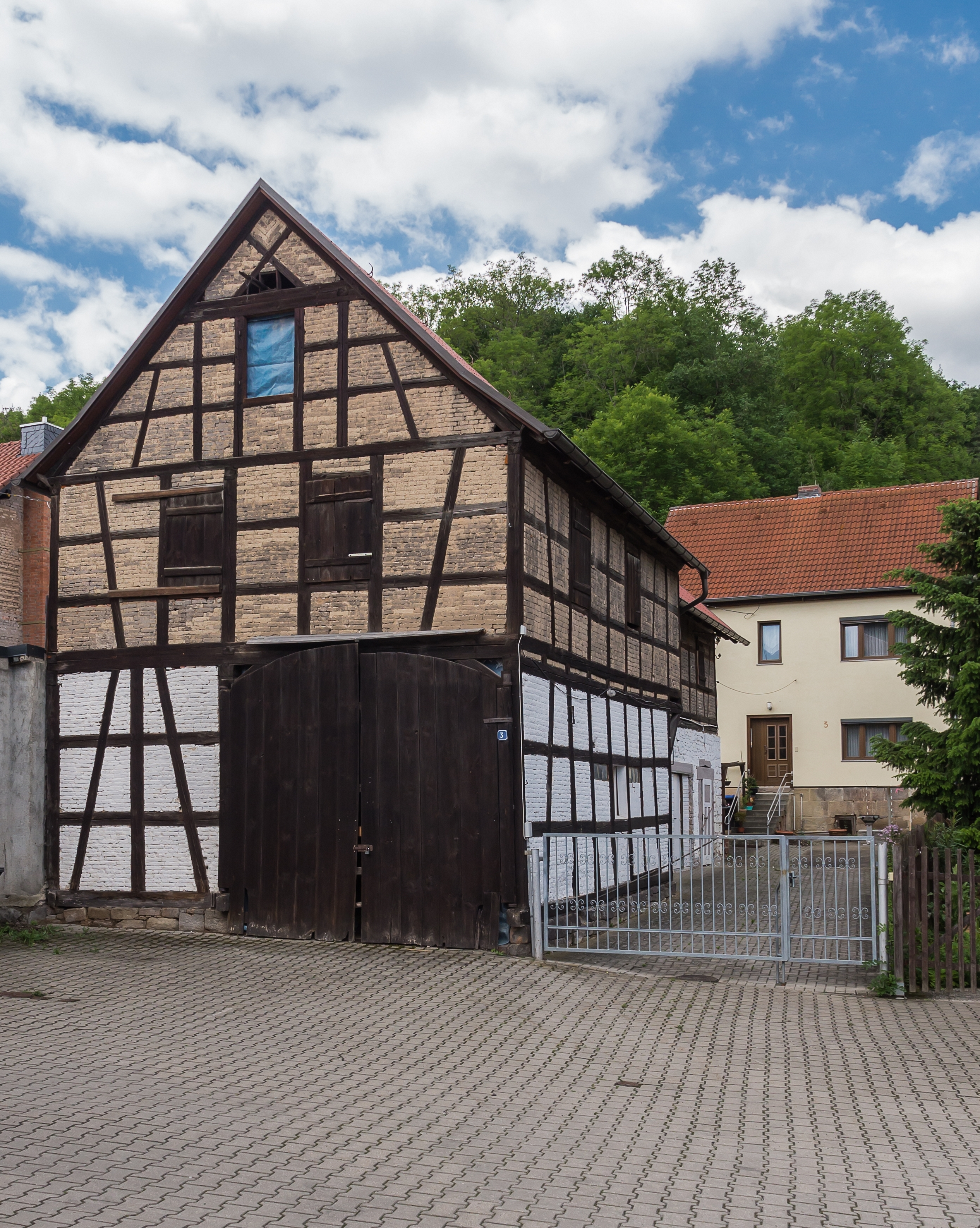
Gehöft, Am Schaalbach 3
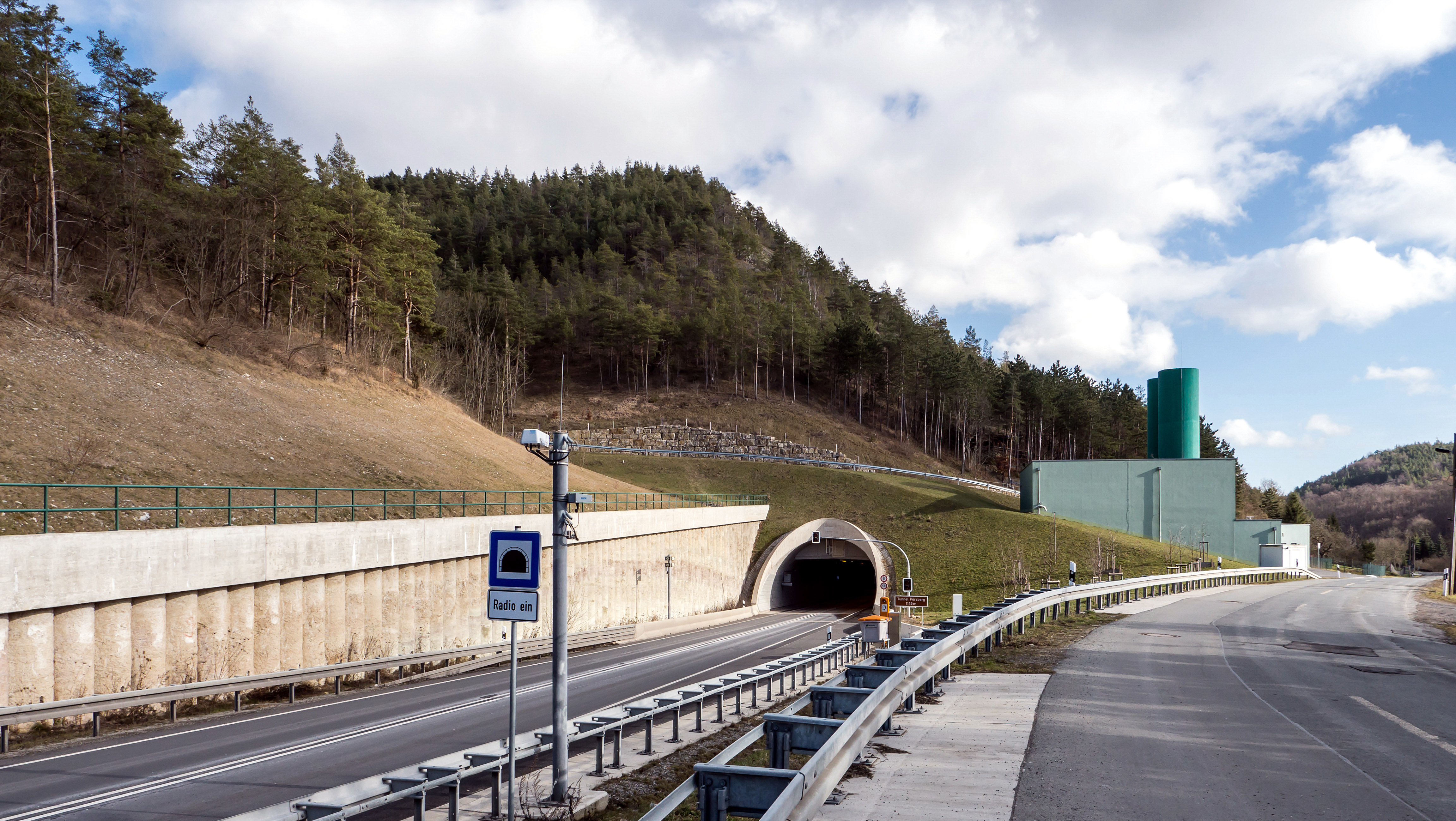
Pörzbergtunnel Westportal
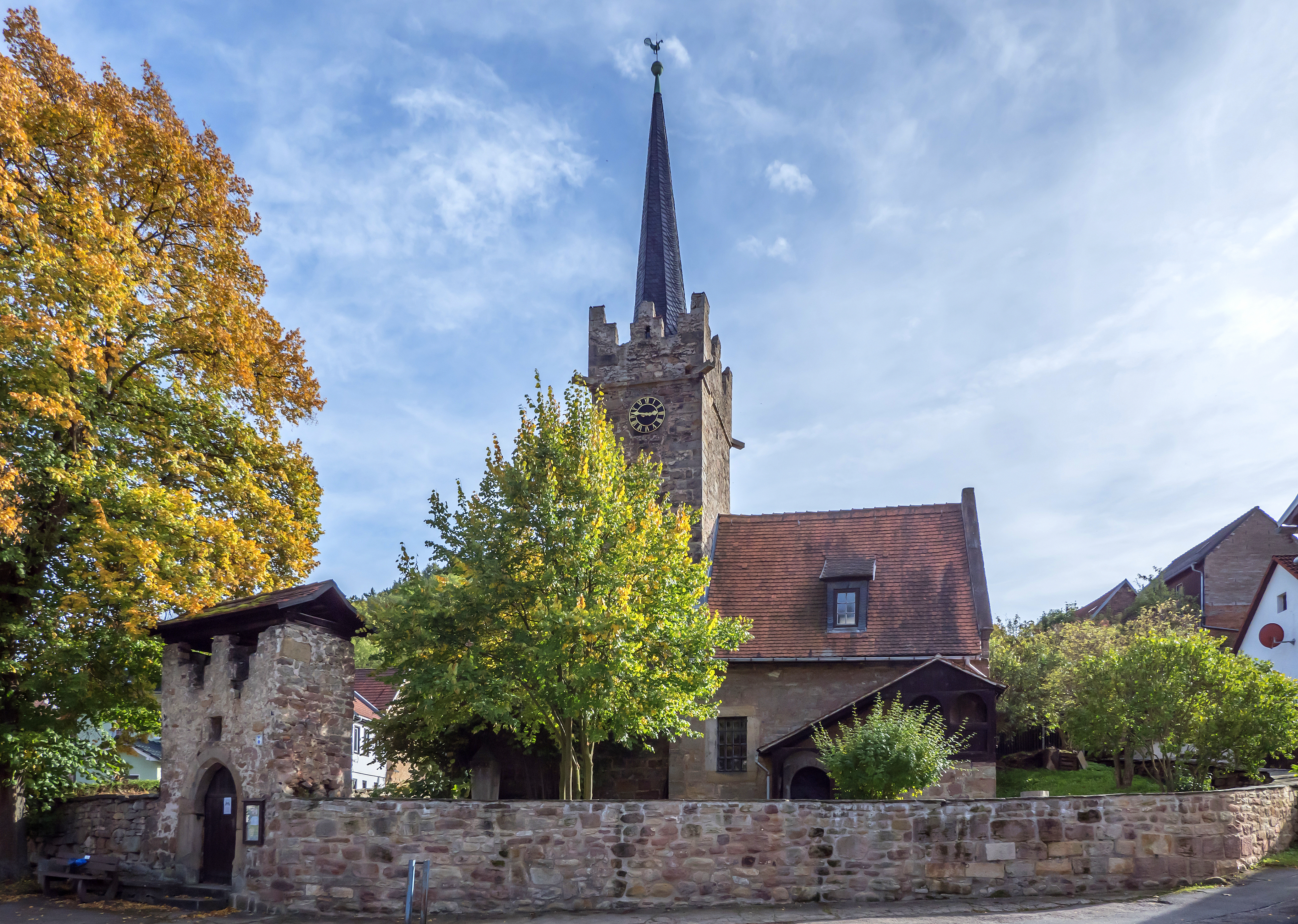
Wehrkirche Schaala weitere Bilder